# Drapeau de la Bavière
Il y a officiellement deux drapeaux de la Bavière : un drapeau à deux bandes horizontales blanche et bleu et un drapeau à losanges blancs et bleus, tous deux associés à la Maison de Wittelsbach, famille souveraine ayant régné sur la Bavière de 1180 à 1918, mais adoptés officiellement en 1953.

## Vue d'ensemble
Les drapeaux horizontaux et verticaux avec des bandes ou des losanges blancs et bleus sans armoiries peuvent être considérés comme des drapeaux officiels de l'État, appelés en Bavière Staatsflagge. Ils peuvent être utilisés par les civils et par le gouvernement, y compris sur les véhicules d'État. Les styles rayés et en losanges ont un statut égal, et les bureaux ou les utilisateurs sont libres de choisir entre les deux.
Des variantes non officielles du drapeau, ornées d’armoiries, existent bien que leur utilisation par les citoyens soit formellement interdite par la loi. Cependant, cette interdiction n’est pas strictement mise en œuvre, ce qui signifie que son utilisation, bien qu’illégale, est généralement tolérée. Il est également courant de voir un drapeau en forme de losange portant ces armoiries.
Bien que la teinte précise de bleu n'ait pas été officiellement standardisée, la majorité des drapeaux publics arborent une couleur approximative de RGB 0-204-255. Les versions officielles tendent vers un bleu plus sombre, proche de RGB 0-128-255. Quant au nombre de losanges, il n'est pas strictement défini, si ce n'est qu'il doit y en avoir au minimum 21, et que le losange en haut à droite, qui est incomplet, doit être de couleur blanche.
L’origine précise des losanges demeure un sujet de débat. Il est couramment admis qu’ils pourraient symboliser les lacs et rivières de la Bavière, ou éventuellement le ciel. Cette dernière interprétation est soutenue par l’hymne bavarois qui mentionne "die Farben Seines Himmels, Weiß und Blau", se traduisant par "les couleurs de Son ciel, blanc et bleu".
Dans le domaine de la vexillologie, les drapeaux sont généralement décrits et présentés du point de vue frontal (recto). Toutefois, en Bavière, la description du drapeau suit les principes de l’héraldique. Autrement dit, la description est réalisée du point de vue d’un porteur de bouclier qui se situerait derrière le blason, et dans ce contexte, derrière le drapeau. Par conséquent, le coin supérieur droit du drapeau, qui est normalement réservé à un losange blanc tronqué, apparaît en haut à gauche (à côté de la hampe) pour un observateur.